# Cando (Dakota del Norte)
Cando es una ciudad ubicada en el condado de Towner en el estado estadounidense de Dakota del Norte. En el censo de 2010 tenía una población de 1115 habitantes y una densidad poblacional de 681,18 personas por km².

## Geografía
Cando se encuentra ubicada en las coordenadas 48°29′14″N 99°12′11″O / 48.48722, -99.20306. Según la Oficina del Censo de los Estados Unidos, Cando tiene una superficie total de 1.64 km², de la cual 1.64 km² corresponden a tierra firme y (0%) 0 km² es agua.

## Demografía
Según el censo de 2010, había 1115 personas residiendo en Cando. La densidad de población era de 681,18 hab./km². De los 1115 habitantes, Cando estaba compuesto por el 96.05% blancos, el 0.18% eran afroamericanos, el 2.33% eran amerindios, el 0% eran asiáticos, el 0% eran isleños del Pacífico, el 0.18% eran de otras razas y el 1.26% pertenecían a dos o más razas. Del total de la población el 0.54% eran hispanos o latinos de cualquier raza.